# Championnat d'Espagne de football 1944-1945
Navigation
Primera División 1943-44 Primera División 1945-46
Le championnat d'Espagne de football 1944-1945 est la 14e édition du championnat. La compétition est remportée par le club du CF Barcelone. Organisé par la Fédération espagnole de football, le championnat se dispute du 24 septembre 1944 au 20 mai 1945.
Le club barcelonais l'emporte avec un point d'avance sur Real Madrid et huit sur l'Atlético Aviación. C'est le deuxième titre des « Blaugranas » en championnat. 
Le système de promotion/relégation est modifié : descente et montée automatique, sans matchs de barrage pour les deux derniers de première division et les deux premiers de deuxième division, match de barrage pour le douzième de première division face au troisième de deuxième division. En fin de saison, les trois promus, le Grenade CF, le CE Sabadell et le Deportivo La Corogne, sont relégués en deuxième division. Ils sont remplacés la saison suivante par le CD Alcoyano, l'Hércules Alicante et le Celta Vigo.
L'attaquant espagnol Telmo Zarra, de l'Atlético Bilbao, termine meilleur buteur du championnat avec 20 réalisations.

## Règlement de la compétition
Le championnat de Primera División est organisé par la Fédération espagnole de football, il se déroule du 24 septembre 1944 au 20 mai 1945.
Il se dispute en une poule unique de 14 équipes qui s'affrontent à deux reprises, une fois à domicile et une fois à l'extérieur. L'ordre des matchs est déterminé par un tirage au sort avant le début de la compétition.
Le classement final est établi en fonction des points gagnés par chaque équipe lors de chaque rencontre : deux points pour une victoire, un pour un match nul et aucun en cas de défaite. En cas d'égalité de points entre deux ou plusieurs de clubs en fin de championnat, le classement se fait à la différence de buts. L'équipe possédant le plus de points à la fin de la compétition est proclamée championne. En fin de saison, les deux derniers du championnat sont relégués en Segunda División et remplacés par les deux premiers de ce championnat. Un match de barrage est disputé, sur terrain neutre à Madrid, par le douzième de première division face au troisième de deuxième division. Le vainqueur de cette confrontation accède ou reste en Primera División.

## Équipes participantes
Cette saison de championnat se déroule à 14 équipes, le Real Sporting de Gijón fait ses débuts en Primera División. Lors de cette saison, le Deportivo La Corogne inaugure le nouveau Stade du Riazor.
| \| A. Bilbao Grenade CF Séville CF Real Oviedo CA Aviación Real Madrid CF Barcelone Espanyol CD Castellón CE Sabadell Valence CF D. La Corogne Real Gijón Real Murcie \| Localisation des clubs engagés dans le championnat. |
| A. Bilbao Grenade CF Séville CF Real Oviedo CA Aviación Real Madrid CF Barcelone Espanyol CD Castellón CE Sabadell Valence CF D. La Corogne Real Gijón Real Murcie                                                           |

| Clubs                    | Ville                 | Stade           |
| ------------------------ | --------------------- | --------------- |
| Atlético Bilbao          | Bilbao                | San Mamés       |
| Club Atlético Aviación   | Madrid                | Metropolitano   |
| CF Barcelone             | Barcelone             | Las Corts       |
| Club Deportivo Castellón | Castellón de la Plana | El Sequiol (es) |
| Deportivo La Corogne     | La Corogne            | Riazor          |
| Espanyol Barcelone       | Barcelone             | Sarriá          |
| Real Sporting de Gijón   | Gijón                 | El Molinón      |
| Grenade CF               | Grenade               | Los Cármenes    |
| Real Oviedo              | Oviedo                | Buenavista      |
| Real Madrid              | Madrid                | Chamartín       |
| Real Murcie              | Murcie                | La Condomina    |
| Séville CF               | Séville               | Nervión         |
| CE Sabadell              | Sabadell              | Cruz Alta       |
| Valence CF               | Valence               | Mestalla        |

## Classement
| Rang | Équipe                  | Pts | J  | G  | N | P  | Bp | Bc | Diff |
| ---- | ----------------------- | --- | -- | -- | - | -- | -- | -- | ---- |
| 1    | CF Barcelone            | 39  | 26 | 17 | 5 | 4  | 50 | 30 | +20  |
| 2    | Real Madrid             | 38  | 26 | 18 | 2 | 6  | 68 | 35 | +33  |
| 3    | Atlético Aviación       | 31  | 26 | 13 | 5 | 8  | 46 | 41 | +5   |
| 4    | Real Oviedo             | 31  | 26 | 13 | 5 | 8  | 50 | 48 | +2   |
| 5    | Valencia CFT            | 30  | 26 | 12 | 6 | 8  | 61 | 35 | +26  |
| 6    | Atlético BilbaoC        | 30  | 26 | 14 | 2 | 10 | 54 | 41 | +13  |
| 7    | Real Sporting de GijónP | 24  | 26 | 9  | 6 | 11 | 42 | 46 | -4   |
| 8    | CD Castellón            | 24  | 26 | 10 | 4 | 12 | 43 | 50 | -7   |
| 9    | Espanyol Barcelone      | 23  | 26 | 10 | 3 | 13 | 44 | 39 | +5   |
| 10   | Séville CF              | 22  | 26 | 9  | 4 | 13 | 52 | 49 | +3   |
| 11   | Real MurcieP            | 19  | 26 | 7  | 5 | 14 | 40 | 58 | -18  |
| 12   | Grenade CF              | 19  | 26 | 7  | 5 | 14 | 40 | 55 | -15  |
| 13   | CE Sabadell             | 17  | 26 | 6  | 5 | 15 | 30 | 67 | -37  |
| 14   | Deportivo La Corogne    | 17  | 26 | 5  | 7 | 14 | 36 | 62 | -26  |

- Champion
- Barrages de relégation
- Relégation en Segunda División

Barrage de promotion :
Le barrage se joue sur une rencontre unique disputée sur terrain neutre à Madrid : Celta Vigo, club de division 2, l'emporte 4-1 face au Grenade CF et retrouve la division 1.

## Bilan de la saison
| Championnat d'Espagne de football 1944-1945 |                         |
| Champion                                    | CF Barcelone (2e titre) |
| Dauphin                                     | Real Madrid             |
| Coupes et trophées                          |                         |
| Vainqueur de la Coupe d'Espagne 1944-1945   | Atlético Bilbao         |
| Promotions et relégations                   |                         |
| Promus en Primera División                  | CD Alcoyano             |
| Promus en Primera División                  | Hércules Alicante       |
| Promus en Primera División                  | Celta Vigo              |
| Relégués en Segunda División                | Grenade CF              |
| Relégués en Segunda División                | CE Sabadell             |
| Relégués en Segunda División                | Deportivo La Corogne    |